# Lama (Eixón)
Lama (llamada oficialmente A Lama) es una aldea española situada en la parroquia de Eixón, del municipio de Puebla del Brollón, en la provincia de Lugo, Galicia.

## Geografía
Está situado a 350 metros de altitud, en el margen derecho del río Cabe.

## Demografía
| Gráfica de evolución demográfica de Lama entre 2000 y 2020 |
|                                                            |
| Datos según el nomenclátor publicado por el INE.           |